# Servitium editrice
L'attività editoriale di Servitium editrice nasce con la costituzione della Comunità monastica e laica raccoltasi nel 1964, in pieno clima postconciliare, attorno al Priorato di Sant'Egidio di Fontanella di Sotto il Monte e alla figura di padre David Maria Turoldo. L'attività editoriale nasce nel 1996.
Pubblicare testi in cui raccogliere il frutto di studi, riflessioni, preghiere venne subito ritenuto uno dei compiti principali di una comunità che poneva tra le sue ragioni essenziali quello di coltivare il dialogo e l'ecumenismo.
La casa editrice raccoglie i suoi titoli in diverse collane, tra le quali vanno segnalate Ecumene, dedicata a studi di teologia ortodossa; Spirito e vita, che raccoglie testi di spiritualità di autori contemporanei; Cesure, che presenta testi di narrativa.
Tra gli autori pubblicati da Servitium editrice vanno ricordati tra gli altri, oltre a Turoldo stesso i seguenti: Giovanni Vannucci, Ermes Ronchi, Angelo Casati, Camillo De Piaz, Abramo Levi, Enrico Peyretti, Alberto Preda, Aristide Serra, Pierangelo Sequeri, Renzo Salvi, Giovanni Bianchi. Christian Bobin, Annick de Souzenelle, Christiane Singer, Jaqueline Morineau, Raimon Panikkar, Henry le Saux, Maurice Bellet, Joaquin Grau, Patrick Levy, Colette Nis-Mazure, Seraphim Rose, Loris Capovilla.